# Paolo Giuseppe Solaro
Paolo Giuseppe kardinal Solaro, italijanski rimskokatoliški duhovnik, škof in kardinal, * 24. januar 1743, Szeben (Madžarska), † 9. september 1824.

## Življenjepis
22. februarja 1766 je prejel duhovniško posvečenje.
20. septembra 1784 je bil imenovan za škofa Aoste; 26. septembra istega leta je prejel škofovsko posvečenje. S tega položaja je odstopil 15. maja 1803.
23. septembra 1816 je bil povzdignjen v kardinala in imenovan za kardinal-duhovnika S. Pietro in Vincoli.